# Plaine centrale (Chine)
Pour les articles homonymes, voir Plaine centrale.

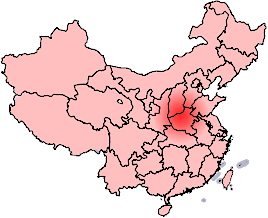
situation approximative de la Plaine centrale sur le carte de la Chine

La Plaine centrale (chinois : 中原 ; pinyin : zhōngyuán est une aire géographique de l'actuelle République populaire de Chine, considérée jusqu'aux années 1990 comme le « berceau » de la civilisation chinoise. Mais la recherche archéologique des années 2000 et 2010 situe cette région dans le nord de la Chine et l'intègre à une évolution de l'ensemble de très vastes territoires, au Nord, au Sud, à l'Est et à l'Ouest, au cours de la Préhistoire de la Chine. 
Elle était considérée par les Huaxia, précurseurs des actuels Hans, comme le centre du Céleste Empire (天下). Cette aire était également appelée autrefois Le pays du milieu (中国 / 中國, zhōngguó, actuelle désignation des deux entités administratives de la Chine (continentale et île de Taïwan)), la terre du milieu (中土, zhōngtǔ), ou l'état du milieu (中州, zhōngzhōu).
Cette aire est située sur les actuelles provinces du Henan, du sud du Hebei et du Shanxi, et de l'Ouest du Shandong. Quelques interprétations l'étendent à la plaine de Guanzhong, dans le Shaanxi, le Nord-Ouest du Jiangsu, le Nord du Hubei et le Nord-Ouest de l'Anhui.